# Agaleptus tanzanicus
Agaleptus tanzanicus là một loài bọ cánh cứng trong họ Cerambycidae.